# むすんでひらいて (キンモクセイの曲)
『むすんでひらいて』は、キンモクセイの10作目のシングル。2004年12月1日発売。発売元はBMGファンハウス。

## 解説
NTV系『音楽戦士 MUSIC FIGHTER』2004年12月度エンディングテーマ

## トラック
1. むすんでひらいて [5:51]
（作詞・作曲:伊藤俊吾、編曲:佐橋佳幸・キンモクセイ）
2. 恋人なくした〜冬〜 [5:38]
（作詞・作曲:伊藤俊吾、編曲:佐橋佳幸・キンモクセイ）
3. むすんでひらいて（オリジナル・カラオケ）

## 収録アルバム
- NICE BEAT (#1)
- ベスト・コンディション 〜kinmokusei single collection〜 (#1,2)